# FormatFactory
FormatFactory est un logiciel de conversion de type édité en tant que Freeware par Free Time disponible sur Windows uniquement, écrit par le développeur Chen Jun Hao. Il peut convertir aussi bien des fichiers vidéo que des fichiers audio et image. Il est aussi capable de ripper des DVD et des CD dans d'autres formats, comme le fichier image .iso. Il peut convertir des fichiers .flv alors que beaucoup de logiciels de conversion vidéo ne prennent pas en charge cette fonction. Le programme peut aussi assembler plusieurs fichiers vidéo en un seul en les assemblant bout à bout.

## Fonctions

### Fonctionnalités
- Il peut ripper les DVD non protégés pour en faire des fichiers vidéo, idem pour les CD audio.
- Il peut convertir des DVD et des CD en fichiers image .iso et .cso (en)
- Il peut assembler plusieurs fichiers vidéo en un seul en les mettant bout à bout.
- Il peut trouver des informations à propos d'un fichier vidéo (nombre d'images par seconde, codec, etc.)
- Il peut récupérer des vidéos de diverses sources (par exemple YouTube)

### Formats Supportés

#### Formats vidéo
- Formats de périphériques mobiles, comme ceux de l'Ipod, du Zune, de la PSP, de l'iPhone, etc.
- .mp4, .avi, .3GP, .mkv, .wmv, .mpg, .VOB, .flv, .swf, .MOV, RMVB, .FLV

#### Formats Audio
- .MP3, .wma, .flac, .AAC, .mmf, .amr, .m4a, .m4r, .OGG, .MP2, .WAV, WavPack

#### Formats Photo
- .JPG, .PNG, .ICO, .BMP, .GIF, .tif, .pcx, .tga

#### Formats de documents
- PDF, TXT, OpenXML

## Controverses

### Violations de licence
Depuis le 22 juin 2009, FormatFactory a violé la licence du codec FFmpeg Viol de la licence du codec FFmpeg (en Anglais). Un problème de licence qui a depuis été résolu,. 
Avant cela, FormatFactory a violé la licence du codec Mplayer et de plusieurs autres projets open source.